# Le Fantasie
Le Fantasie sono una romanza di 752 versi composta da Giovanni Berchet tra il 1827 e il 1828 nel corso dell'esilio londinese.
Oggetto della poesia, carica di spirito risorgimentale, sono le vicende storiche riguardanti la lotta dei comuni lombardi contro il Barbarossa (1167). La romanza si compone di cinque sezioni, corrispondenti alle cinque visioni (fantasie appunto) di un esule italiano a cui appaiono a turno le immagini della lotta dei Lombardi contro Federico Barbarossa, e le immagini di viltà e disonore dell'Italia contemporanea. Alla prima fantasia corrisponde il Giuramento di Pontida, celebre giuramento dei Lombardi a combattere uniti l'imperatore; alla seconda la rinuncia alla lotta da parte dei contemporanei; alla terza la sconfitta di Federico a Legnano; alla quarta la pace di Costanza e alla quinta nuovamente l'immagine della viltà dell'Italia ottocentesca. La romanza era anche preceduta da un ampio scritto introduttivo in forma di lettera dal titolo Agli amici in Italia.
L'opera ebbe un notevole successo in patria e fu assunta come vero e proprio simbolo del riscatto italiano; Giuseppe Mazzini ne fece un'entusiasta recensione sull'«Indicatore livornese» del 29 giugno 1829.

## Edizioni
La prima edizione delle Fantasie uscì a Parigi nel 1829 presso lo stampatore Delaforest. Il poeta si trovava a Londra, per questo la pubblicazione dell'opera fu affidata all'amico Giovita Scalvini e alla marchesa Costanza Arconati (che con l'occasione intervenne sul testo).
Dell'opera venne fatta anche una seconda edizione che sul frontespizio riporta la falsa indicazione tipografica Londra-Tipografia di Richard Taylor. Si tratta invece di una pubblicazione non autorizzata dall'autore uscita per mano dello stampatore luganese Giuseppe Ruggia. Qui la romanza è preceduta da un saggio storico non autoriale dal titolo Ragguagli storici.
A questa edizione ne seguirono molte altre tutte non autoriali ad eccezione dell'edizione Resnati (Le Fantasie ed I profughi di Parga) curata a Milano nel 1848 dall'autore stesso.